# Irma Pennacchiotti
Irma Pennacchiotti Monti (Santiago de Chile, 14 de marzo de 1921) es química farmacéutica, magíster en Tecnología de Alimentos y Profesora Emérita de la Universidad de Chile. Egresó en la primera generación desde que se creara la Facultad de Ciencias Químicas y Farmacéuticas en 1945 y es considerada pionera en el campo de la bromatología, la nutrición y la ingeniería en alimentos, pues contribuyó a crear las primeras tablas de composición química de los alimentos chilenos y las mallas curriculares que crearon la carrera profesional de Ingeniería en Alimentos. Fue, además, directora del Museo de Química y Farmacia de la Universidad de Chile entre 1996 y 2017.

## Biografía
Nació en la calle Chacabuco de Valparaíso en marzo de 1921, realizó su preparatoria en la Escuela Ramón Barros Luco de la calle Pedro Montt y continuó sus estudios en el Liceo N°2 de Santiago hasta su Bachillerato. En 1941 ingresó a la Universidad de Chile, donde fue estudiante de Química y Farmacia y fue, también, ayudante-alumna, dando inicio a una temprana carrera como docente. Inició su vínculo laboral con la Universidad en el Laboratorio de Física del profesor Carlos Mercado. En 1945 fue ayudante del curso de Bromatología, Toxicología y Nutrición impartido por el profesor Schmidt-Hebbel, para el año 1967 obtuvo el título de Profesora Extraordinaria de Bromatología y en 1985 fue nombrada Profesor Titular. Entre 1946 y 1957 fue Fundadora y jefe de la sección Química y Forrajes del Instituto de Investigaciones Veterinarias. Jubiló por primera vez en 1976 y, por segunda vez, 1993, sin embargo, siguió vinculada a la Facultad como directora del Museo de Química y Farmacia además de ser profesora guía en distintas investigaciones y tesis.
Entre los cargos administrativos y académicos que alcanzó destaca por haber sido Secretaria de la Facultad, integrante de los Consejos de Facultad, de Carrera, de Docencia, de las Comisiones de Calificación y de Evaluación Académica, fue Directora de Departamento, Jefa de la Carrera de Ingeniería de Alimentos y de las Prácticas Profesionales, además la primera mujer en ser Vicedecana de la Facultad de Ciencias Químicas y Farmacéuticas.
A lo largo de su vida ha estado dedicada a la docencia, a la investigación y a la extensión, por lo que en el año 2002 recibió el reconocimiento como Profesora Emérita de la Universidad de Chile debido a su destacada trayectoria.
Durante su vida profesional ha sido Miembro de Número de la Academia de Ciencias Farmacéuticas de Chile, integrante de la directiva de la Sociedad Chilena de Nutrición, de la Sociedad Chilena de Tecnología de Alimentos, Miembro Correspondiente de la Sociedad de Medicina Legal y Toxicológica de Argentina, Socio de Honor de la Sociedad Española de Bromatología y parte del comité editorial de la Revista Chilena de Nutrición, Bromatología y Toxicología, la Alimentos, Industria de Alimentos, Información Tecnológica y otras de especialidad científica nacionales e internacionales.

## Estudios

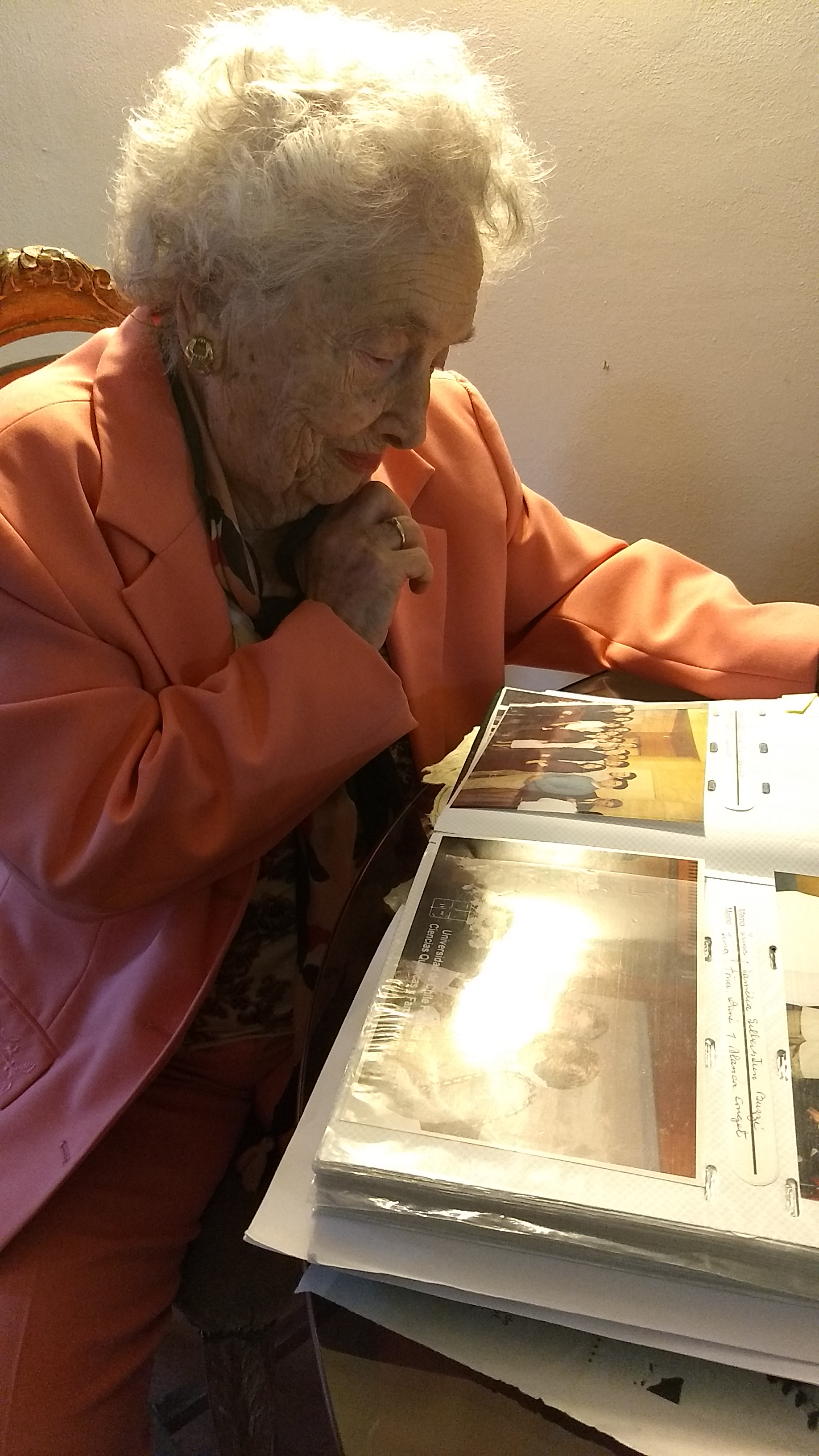
La profesora Irma Pennacchiotti a la edad de 100 años

Pennacchiotti ingresó a Química y Farmacia de la Universidad de Chile en 1942 cuando aún era la Escuela de Química y Farmacia, por tanto, es una de las primeras mujeres en titularse cuando esta comenzó a ser Facultad. La profesora Irma se tituló el 11 de septiembre de 1945. Luego estudió el Magíster en Tecnología de Alimentos en la misma Universidad. 
Su principal línea de investigación es la composición química de los alimentos chilenos naturales y procesados.

## Publicaciones
- "La uchuva o uvilla: novedoso cultivo", 2003.
- "Alergias alimentarias: una responsabilidad de todos", 2001.
- "Facultad de Ciencias Químicas y Farmacéuticas", 2000.[13]
- "Estudios en Honor del Profesor Doctor Hermann Schmidt-Hebbel", 2000[14]
- "Los alimentos callejeros garantía de la calidad e inocuidad de ellos", 2000[15]
- " Las proteínas: generalidades y su importancia en nutrición y en la industria de alimentos", 1998.
- [Profesora guía] "Las proteínas no convencionales y su uso en la alimentación humana" de Silvana Sánchez V., 1995.
- "Aprovechemos Bien Nuestros Alimentos, a través de su Aporte de Nutrientes y Recomendaciones de Consumo por Edades". 4° Edición, 1994.
- "Las proteínas como componentes de los alimentos", 1994.
- "Las enzimas como indicadores de procesos, conservación de alimentos y como reactivos de laboratorio", 1994.
- "Las radiaciones: una realidad",1993.
- "Tabla de Composición Química de Alimentos Chilenos", 1992.
- "El agua para el consumo humano, su contenido en elementos traza y otros contaminantes de riesgos para la salud", 1992.
- "Enriquecimiento de los alimentos", 1991.
- "¿Por qué se alteran los alimentos?", 1991.
- "Contaminación de alimentos por elementos traza", 1991.
- "Contenido de formaldehido en alimentos y bebidas", 1990.
- "Identidad y pureza de jugos de frutas a través de su patrón aminoácido", 1990.
- "Componentes naturales de las legumbres responsables de la flatulencia", 1989.
- "La fibra dietaria y su importancia en la salud humana", 1989.
- "Tabla de composición química de los alimentos, una necesidad nacional y regional", 1988.
- "Protección de los alimentos para consumidores urbanos", 1988.
- "El ácido ascórbico en la nutrición y en la tecnología de los alimentos", 1988.
- "Las expectativas del consumidor desde el punto de vista nutrimentario", 1987.
- "Tabla de composición química de alimentos chilenos", 1985
- "Tabla de composición química de alimentos chilenos: provisoria, sujeta a futuras ampliaciones y revisiones", 1979.
- "Estudio del valor aminoácido de leguminosas chilenas", 1967.
- "Valoración microbiológica de riboflabina en maíz", 1956.

## Reconocimientos
- Medalla por 55 años de permanencia en la Universidad de Chile, 2000
- Diploma y medalla de oro por 50 años de profesión, 1995
- Medalla Sesquicentenario de la U. de Chile, 1992
- Medalla de honor por labor desarrollada en el campo de la Química de Alimentos, 1974
- Diploma y Medalla de Distinción, otorgada por la Societa Italiana per il Progresso Della Zootecnia Milán, Italia, 1972
- Miembro correspondiente de la Sociedad de Medicina Legal y Toxicológica Buenos Aires, Argentina, 1971
- Socio de honor de la Sociedad Española de Bromatología España, 1971
- Miembro correspondiente del extranjero de la Societa Italiana per il Progresso Della Zootecnia Milán, Italia, 1957
- Mejor alumna de Química y Farmacia, 1945